# Quint Pompeu Rufus (cònsol)
Quint Pompeu Rufus (llatí: Quintus Pompeius Q. f. Rufus), possible fill de cert Pompeu i net de Quint Pompeu, va ser un magistrat romà, partidari de l'aristocràcia.
Va ser tribú de la plebs l'any 100 aC i amb el seu col·lega Marc Porci Cató Salonià el jove va fer aprovar una llei que cridava a Quint Cecili Metel Macedònic de l'exili. El 91 aC era pretor i el 88 aC cònsol amb Luci Corneli Sul·la, just l'any en què va esclatar la guerra entre Gai Màrius i Sul·la. En les lluites contra el seu antic amic Publi Sulpici Rufus, partidari de Màrius, va morir un fill de Pompeu Ruf i aquest va perdre el consolat i va haver de fugir a Nola on Sul·la tenia un exèrcit. Al capdavant d'aquestes forces Sul·la va entrar a Roma i va proscriure a Màrius i als seus. Després Sul·la va marxar a l'Orient per fer la guerra a Mitridates VI Eupator del Pont. Pompeu va restar a Itàlia. L'exèrcit de Gneu Pompeu Estrabó, en guerra encara contra els marsis i samnites, va quedar sota el seu control i quan va provar de privar a Estrabó del comandament va ser assassinat pels seus mateixos soldats amotinats instigats per Estrabó.